# Leśnica (województwo łódzkie)
Leśnica – wieś w Polsce położona w województwie łódzkim, w powiecie łaskim, w gminie Wodzierady.
| SIMC    | Nazwa      | Rodzaj    |
| ------- | ---------- | --------- |
| 0719122 | Górna      | część wsi |
| 0719151 | Leśnica    | kolonia   |
| 0719139 | Podrzeczna | część wsi |
| 0719145 | Szkolna    | część wsi |

Miejscowość położona jest na Wysoczyźnie Łaskiej.
W latach 1975–1998 miejscowość administracyjnie należała do województwa sieradzkiego.